# هارلان هوارد
يعشم
هارلان بيري هوارد (بالإنجليزية: Harlan Howard) (8 سبتمبر 1927 – 3 مارس 2002) هو كاتب أغاني أمريكي عمل في المقام الأول في موسيقى الكانتري. كتب هوارد عددا كبيرا من الأغاني الناجحة والتي احتفظت بشعبيتها على مدى مسيرته التي امتدت عدة عقود، والتي سجلتها مجموعة متنوعة من مختلف فناني البوب والكانتري. هوارد كان متزوجا من مغنية الكانتري جان هوارد.

## المهنة
ولد هوارد في 8 سبتمبر 1927 في مدينة ديترويت بولاية ميشيغان، ونشأ في مزرعة في الولاية. وعندما كان طفلاً كان يستمع إلى برنامج غراند أول أوبري الإذاعي.
أكمل هوارد تسع سنوات فقط من التعليم الرسمي، رغم أنه كان قارئا نهما. وبدأ هارلان كتابة الأغاني عندما كان في الثانية عشرة من عمره.
خدم كمظلي مع جيش الولايات المتحدة، ثم ذهب إلى لوس أنجلوس على أمل أن يبيع موسيقاه.
عمل هاورد في أعمال يدوية أثناء كتابة الأغاني ونشر أغانيه الجاهزة. تمكن في النهاية من بيع بعض مؤلفاته التي حققت نجاحات بسيطة، ثم حقق النجاح بأغنيته "Pick Me Up on Your Way Down"، التي سجلها تشارلي ووكر ووصلت إلى المركز الثاني على قائمة بيلبورد لأغاني الكانتري في أواخر عام 1958. وفي السنة التالية، سجل راي برايس أغنيته "Heartaches By The Number"، والتي وصلت لذات المركز، كما سجل مغني البوب غاي ميتشل نسخة من الأغنية تصدّرت قائمة البوب في السنة التالية. انتعشت مسيرة هوارد من خلال هاتين الأغنيتين وانتقل إلى ناشفيل في عام 1960. كتب عددا من المؤلفات ووقع عقدا مع شركة أكوف روز ميوزيك. حققت أغاني هوارد نجاحا فوريا وكسب في عام 1961 عشر جوائز BMI لكتاب الأغاني. ومن بين أشهر أغانيه «آي فول تو بيسز» التي شارك في كتابتها مع هانك كوكران وسجلتها باتسي كلاين. سجلت باتسي كلاين وكاندي ستاتون أغنيته "He Called Me Baby"، التي سجلها تشارلي ريتش باسم "She Called Me Baby" وتصدر بها قائمة الكانتري عام 1974. كتب هوارد عددا من الأغاني الناجحة لباك أوينز مثل Excuse Me (I Think I've Got a Heartache) و Tiger By The Tail و Under The Influence Of Love. أصدر باك أوينز ووايلون جيننغز ألبومات تسجيلية تضم أغاني هوارد.
ورغم أن مجاله الرئيسي كان الكانتري، إلا أنه تصدر قائمة الريذم أند بلوز عندما كتب "The Chokin 'Kind" للمغنى جو سايمون، وبيع منها مليون نسخة في عام 1969.
كتب هوارد أيضا أغنية كينغستون تريو الكلاسيكية "Everglades"، وأغنية "Busted"، والتي سجلها راي تشارلز وجوني كاش، ثم سجلها جون كونلي لزيادة الوعي لصالح حملة Feed the Children. أصبحت أغنية "The Wall" أيضا أغنية جوني كاش على ألبومه التسجيلي، Orange Blossom Special، بالإضافة إلى ألبومه الحي Live at Folsom Prison.
صاغ هاورد تعريفه الخاص عن أغنية الكانتري العظيمة بأنها «ثلاث نغمات مع الحقيقة».
أدخل هوارد في قاعة مشاهير كتاب الأغاني في ناشفيل في عام 1973، وقاعة مشاهير موسيقى الكانتري في عام 1997، وقاعة مشاهير كتاب الأغاني في عام 1997. توفي في عام 2002 عن 74 عاما ودفن في مقبرة مدينة ناشفيل.

## ديسكوغرافيا
- 1961: Harlan Howard Sings Harlan Howard
- 1965: All Time Favorite Country Songwriter
- 1967: Mr. Songwriter
- 1967: Down to Earth
- 1971: To the Silent Majority with Love
- 1981: Singer and Songwriter

## وصلات خارجية
- هارلان هوارد على موقع IMDb (الإنجليزية)
- هارلان هوارد على موقع ميوزك برينز (الإنجليزية)
- هارلان هوارد على موقع أول ميوزيك (الإنجليزية)
- هارلان هوارد على موقع ديسكوغز (الإنجليزية)
- Songwriters Hall of Fame
- Howard at the Country Music Hall of Fame and Museum